# Đường cao tốc A4 (Pháp)
Đường cao tốc A4, hay Đường cao tốc phía Đông (tiếng Pháp: Autoroute de l'Est), là một đường cao tốc Pháp cho phép đi từ Paris đến Strasbourg, qua Reims và Metz. Nó là một phần của tuyến đường châu Âu E50 và E25.
Đường cao tốc này phục vụ ngoại thành Paris và tạo thành một trong hai trục đường thiết lập nên thành phố mới Marne-la-Vallée cùng với RER A và cũng như khu phức hợp giải trí Disneyland Paris. Tiếp đó, trục đường này phục vụ các thành phố chính ở miền Đông Bắc nước Pháp như: Reims, Metz và Strasbourg. Bởi các phần mở rộng của nó, đường cao tốc A4 kết nối được với Đức và, đặc biệt là, miền Nam nước Đức.
Đường cao tốc A4 được quản lý bởi SANEF đến hết ngày 31 tháng 12 năm 2032; nó được phủ sóng bởi đài radio 107.7 FM.

## Lịch sử
Việc xây dựng A4 đã bắt đầu vào đầu thập niên 1970 ở gần Paris. Phần đường đầu tiên với một làn mỗi chiều đã được đưa vào sử dụng giữa cửa ô Bercy và Joinville-le-Pont vào năm 1974. Phần đường này đã được xây gấp đôi vào năm sau đó. Dần dần đến các phần khác, từ Joinville-le-Pont đến phía Đông Metz đã đi vào phục vụ vào năm 1975 và 1976.
Các đường cao tốc cũ A32 và A34 (đoạn Metz–Merlebach và đoạn Merlebach–Strasbourg) sau đó đã được nhập vào đường cao tốc A4 vào năm 1982.
- Đoạn Cửa ô Bercy – Saint-Maurice: phần 1 vào năm 1974, phần 2 vào năm 1975
- Đoạn Saint-Maurice – Joinville-le-Pont: phần 1 vào năm 1974, phần 2 vào năm 1975
- Đoạn Joinville-le-Pont – Coutevroult: ngày 20 tháng 10 năm 1976, sau một cuộc đấu tranh của người dân dịa phương cho việc không thiết lập trạm thu phí ở vùng ngoại ô gần.[3]
- Đoạn Coutevroult – Bouleurs: 1975
- Đoạn Bouleurs – Château-Thierry: 1976
- Đoạn Château-Thierry – Tinqueux: 1975
- Đoạn Tinqueux – Les Islettes: 1976
- Đoạn Les Islettes – A31: 1975
- Đoạn A31 – Metz-đông: 1976
- Đoạn Metz-đông – Merlebach: 1971 (A32 cũ)
- Đoạn Merlebach – Mundolsheim: 1976 (A34 cũ)
- Đoạn Mundolsheim – Strasbourg: 1972 (A34 cũ).
- Xây dựng đường cao tốc A86: hai đường cao tốc A4 và A86 có một phần chung giữa Nogent-sur-Marne và Joinville-le-Pont
- Thi công để thiết lập một hệ điều hành động nhằm cố gắng làm giảm hiệu ứng nút cổ chai được đặt ra bởi nút giao A4/A86: 2005
- Đường vòng phía Nam Reims: 2010

Đường cao tốc A4 dài 488 km, là tuyến đường cao tốc dài thứ hai ở Pháp, ngay sau đường cao tốc A10 với chiều dài 543 km. Trên toàn bộ lộ trình (chiều Strasbourg–Paris), người ta đếm được có tám trạm thu phí trước khi đường vòng phía Nam Reims được đưa vào hoạt động, việc này đã loại bỏ các trạm thu phí tại Dormans (phía Tây Reims) và Taissy (phía Đông Reims) ra khỏi tuyến đường chính. Trên lộ trình giữa Paris và Metz, không có thêm trạm thu phí trung gian nào giữa Montreuil-aux-Lions và Beaumont.

## Lộ trình
Km 0 của đường cao tốc A4 nằm tại cửa ô Bercy, Paris. A4 đi qua chân của bức tượng "Chasseur de Vincennes", rồi chỉ vài cây số sau đó, nó tiếp nhận lưu lượng của A86 (Nam). Phần chung giữa A4 và A86 này là một trong những đoạn cao tốc bận rộn nhất của châu Âu với 244.000 phương tiện hàng ngày trong năm 2008, bỏ xa M25 Anh ở Luân Đôn hay A4 Ý ở Milano.  Mặc dù một làn đường phụ được đưa vào sử dụng, phần đường này vẫn thường bão hòa vào giờ cao điểm. A4 sau đó giảm bớt luồng phương tiện đi về phía Bắc của vùng đô thị Paris, hướng sân bay Paris-Charles-de-Gaulle, miền Bắc nước Pháp và Bỉ rồi đến A86 và một lần nữa quay lại lộ trình A4. Mặc dù môi trường sống đô thị dày đặc, nhưng lộ trình của phần đường này là tuyến tính, cho phép tăng tốc độ tối đa cho phép. A4 giao nhau sau đó với Francilienne và cùng chia sẻ một phần đường chung ngắn nữa, giống như với A86. Từ phía Đông, nút giao tại Collégien đánh dấu việc ra khỏi vùng ngoại ô Paris. Khu vực dịch vụ đầu tiên nằm tại địa phận xã Ferrières-en-Brie. Sau khi qua khỏi khu vực này, giới hạn tốc độ được cố định ở mức 130 km/h. Tình trạng giao thông trở nên ít dày đặc hơn, phân bố dân cư rải rác hơn mà không trở thành vùng nông thôn, và các lối ra có nhiều khoảng trống hơn. A4 tiếp tục giao nhau với tuyến LGV vòng phía Đông của vùng Île-de-France, không xa ga Marne-la-Vallée – Chessy.
Hàng rào trạm thu phí đầu tiên nằm tại xã Coutevroult. Tuy nhiên, đường cao tốc lại trở nên miễn phí trên một đoạn rất ngắn giữa lối ra số 15 và giao lộ với A140. Trên thực tế, phần lớn các tài xế không để ý phần đường ngắn miễn phí này. A4 mất luồng xe đi vào A140 để đến xã Meaux. A4 lúc này được cấu hình giống như một đường cao tốc tiêu chuẩn với 2×2 làn xe. Quả thực ở vị trí này, A4 mất đi tên gọi liên tỉnh của nó. Lượng giao thông giảm rất mạnh.
Tuyến đường này được độc quyền thống trị vùng nông thôn. La Ferté-sous-Jouarre bị bỏ qua ở phía Bắc, cũng tương tự như Château-Thierry. Sau hàng rào thu phí thứ hai tại Montreuil-aux-Lions, A4 thâm nhập vào vùng Picardie. Tuyến LGV Đông Âu đi song song với A4 giữa Château-Thierry và khu vực nghỉ ngơi tại Reims-Champagne, ở 20 km phía Đông Reims. Tại lối ra số 21 phục vụ xã Épernay, người ta vẫn có thể thấy những vết tích của trạm thu phí cũ tại Dormans, bị dỡ bỏ sau khi mở đường vòng phía Nam Reims.
A4 lúc này đi vào tỉnh Marne. Nó tiếp tục hướng đến Reims. Từ năm 2010, thành phố này bị bỏ qua bởi phía Nam. Ở phía Tây thành phố, A4 tiếp nhận lưu lượng đến từ miền Bắc nước Pháp và Bỉ, thông qua A26. Cả hai đường cao tốc này cùng chia sẻ một phần chung trên khoảng ba mươi cây số. A4 vẫn còn ở đây dưới cấu hình 2×2 làn, mặc dù tầm quan trọng của lưu lượng giao thông. Trên phần này, người ta có thể thấy vùng núi Reims ở hướng Nam và các vườn nho nổi tiếng của nó. A4 sau đó giảm bớt luồng xe tiếp tục lưu thông trên A26 theo hướng miền Nam nước Pháp. Và tại khu vực này, A4 trở nên đặc biệt tuyến tính và đơn điệu. Trên gần 50 km, A4 băng qua đồng bằng Champagne, vùng đất nông nghiệp ngày nay được biết đến với khả năng sinh sản của nó (đôi khi vẫn được gọi là "Champagne crayeuse"). Châlons-en-Champagne cách đó 10 km về phía Nam.
Lối ra số 29 phục vụ xã Sainte-Menehould đánh dấu điểm kết thúc của đồng bằng Champagne và ngưỡng cửa của vùng Argonne. Đường cao tốc đi vào trung tâm của rừng Argonne. Tuyến đường này trở nên khá phức tạp, không có những khó khăn lớn ngoại trừ sương giá thường xuyên vào mùa đông. Sông Biesme (phụ lưu của sông Aisne) bị vượt qua sau đó, đánh dấu ranh giới giữa tỉnh Marne và tỉnh Meuse. Lối ra số 29.1 đánh dấu lối ra khỏi vùng Argonne. Lối ra này mới được mở gần đây (cuối thập niên 2000), nó không được coi là hữu ích khi A4 đã mở cửa từ giữa thập niên 1970. Hai lập luận chính đã cho phép việc mở lối ra này là việc mở cửa của vùng Argonne và khu vực Tây Bắc của tỉnh Meuse đã được đưa ra trước đó. Điều này đã được thêm vào sự phát triển của du lịch xanh mang lại bởi rừng Argonne, thúc đẩy bởi sự gần gũi tương đối với vùng đô thị Paris cách đó hai giờ lái xe.
A4 giao nhau với Đường Sacrée, kết nối Bar-le-Duc với Verdun, tại lối ra số 30, sau đó vượt qua sông Meuse tại lối ra số 31 (nút giao 1/2). A4 sau đó trèo lên các bờ của sông Meuse trong lúc đi lên một đoạn dốc lớn (6%). Sau khu vực dịch vụ ở Verdun-Saint-Nicolas và đi xuống khỏi các bờ của sông Meuse, A4 cắt gần như ở trung tâm của khu vực đồng bằng Woëvre. Nó đi qua liên tiếp ba tuyến đường sắt hiện vẫn còn phục vụ: tuyến không được truyền điện từ Châlons-en-Champagne đến Metz đi qua Verdun, tuyến nối Longwy với Pagny-sur-Moselle và tuyến từ Jarny đến Hagondange. Sau khu vực dịch vụ tại Metz-Saint-Privat, A4 bắt đầu một đường trải dài xuống thung lũng sông Moselle. Tuyến đường trở nên phức tạp hơn và giao thông đô thị dày đặc hơn. Kể từ lối ra số 36, A4 cũng trở thành một trục đường kết nối liên tỉnh (đường vòng phía Đông Metz). Do đó, nó trở nên miễn phí cho đến nút giao với A314 phục vụ phía Đông Metz. A4 giao với A31 khi băng qua Hauconcourt và mất đi lượng lưu thông theo hướng đi Luxembourg hay trung tâm Metz, để thu thập lưu lượng mới đi về phía Đông Metz. A4 băng qua sông Moselle tại Argancy. Metz bị bỏ qua ở khoảng cách mười cây số phía Bắc và phía Đông. A4 lại trở thành tuyến đường trả phí khi nó thu thập lưu lượng từ Metz đi Strasbourg.
Sau khi băng qua cao nguyên Lorraine, A4 dẫn vào trong khu vực mỏ than Đông Moselle. Nó tiếp cận với Saint-Avold. Ở bên phải Freyming-Merlebach, giao lộ với A320 qua nút giao Freyming cho phép chuyển hướng lượng lưu thông đến Đức (chủ yếu là Frankfurt). A4 bỏ qua Sarreguemines ở phía Nam. Sau một chuyến du ngoạn ngắn ở Alsace bossue, A4 tìm thấy Lorraine ở không xa Phalsbourg. Cũng ở vị trí này nó tìm thấy tuyến đường lịch sử từ Paris đến Strasbourg khi giao nhau với quốc lộ 4. A4 băng qua dãy núi Vosges tại đèo Saverne. Sau khi qua xã Saverne, A4 đi vào khu vực đồng bằng Alsace. Ở phần trên của Hochfelden, nó lại trở nên miễn phí cho đoạn đường cuối cùng. Sau đó, A4 giao với đường cao tốc A340 cho phép phục vụ thị xã Haguenau. Ở Vendenheim, nó thu thập lưu lượng đến từ A35. Tiếp đó, đường cao tốc A4 đến Strasbourg, tại cột mốc 488. Đối với những hành khách đi về phía Nam Alsace và Thụy Sĩ, tuyến đường này được nối dài bởi A35 với lộ trình tiếp quản trực tiếp từ A4.

## Bối cảnh gây tranh cãi về tuyến đường
Đường cao tốc A4 đi xa về phía Bắc của trục đường lịch sử Paris–Strasbourg. Nó đã từ lâu bị thâm hụt tài chính. Đối với một số người sử dụng A4 cũng như đối với những quan chức được bầu ở miền Nam Lorraine, lựa chọn tuyến đường phía Bắc Reims–Metz thay vì tuyến đường phía Nam Reims–Nancy là một sai lầm. Họ có thể mong đợi một tuyến đường phía Nam thay thế cho RN 4 và cung cấp một liên kết đường bộ cho Nancy đi về thủ đô hoặc chiều ngược lại, cảm thấy thiếu sót ở Champagne-Ardenne. Theo quan điểm này, A4 sẽ phục vụ khu đô thị Nancy rồi mới nhập vào lộ trình hiện tại ở bên phải của Sarrebourg, và cũng kéo dài đến Strasbourg — lối vào Đức thông qua Metz cũng đã dễ dàng thực hiện được bằng một đường cao tốc.
Trong bối cảnh cạnh tranh gay gắt theo truyền thống của hai thành phố vùng Lorraine, mặc dù chi phí bổ sung là 25% so với tuyến đường đã chọn, quyết định cho A4 đi qua Metz chủ yếu được bảo vệ bởi các cân nhắc về nhân khẩu và kinh tế như việc hỗ trợ cho sự chuyển đổi lưu vực sắt thép và than đá, những ngưởi ủng hộ cho tuyến đường đi qua Nancy đã lập luận về một sự phát triển toàn diện hơn của khu vực. Việc xác định lộ trình là kết quả từ sự ảnh hưởng thiết yếu của Raymond Mondon, thị trưởng Metz từ năm 1947 đến 1970 kiêm bộ trưởng Bộ Giao thông Vận tải giai đoạn 1969–1970, người muốn mở rộng thành phố của mình.
Pierre Weber, thị trưởng Nancy, đã từ nhiệm một lần khi tuyến đường phía Bắc được công bố. Vào tháng 6 năm 1970, Roger Souchal, đại biểu (đảng UDR) của tỉnh Meurthe-et-Moselle (khu vực hành chính Bắc Nancy), từ chức vì tuyến đường cao tốc, được coi là quá thuận lợi cho Metz.
Việc xây dựng A4 đã không cho phép mở ra sự đa dạng của tỉnh Meuse như mong đợi; một phần hiếm là các công ty được dựng lên ở hai bên cao tốc trên đoạn băng qua Meuse. Một tuyến A4 phía Nam sẽ hưởng lợi từ A33 hiện tại, đoạn nối Nancy với Lunéville.
Theo quan điểm châu Âu, tuyến đường phía Bắc đã cho phép cải thiện mạnh mẽ sự giao thông liên lạc với thủ đô châu Âu là Luxembourg, cũng như với vùng Saarland của Đức, thúc đẩy sự phát triển của cấu trúc chính trị-kinh tế Saar-Lor-Lux đã xuất hiện sau khi A4 được đưa vào sử dụng.
Trong việc đền bù cho Nancy, đường liên kết Paris – Strasbourg qua Nancy (quốc lộ 4) sau đó được hưởng lợi từ các khoản tín dụng đáng kể. Đường quốc lộ 4 này hiệu quả, có chiều dài ngắn hơn và được miễn phí (trong khi A4 phải trả phí), nhưng được thu ngắn lại, đặc biệt là ở giữa Jouy-le-Châtel và Vitry-le-François.

## Các lối ra và lộ trình

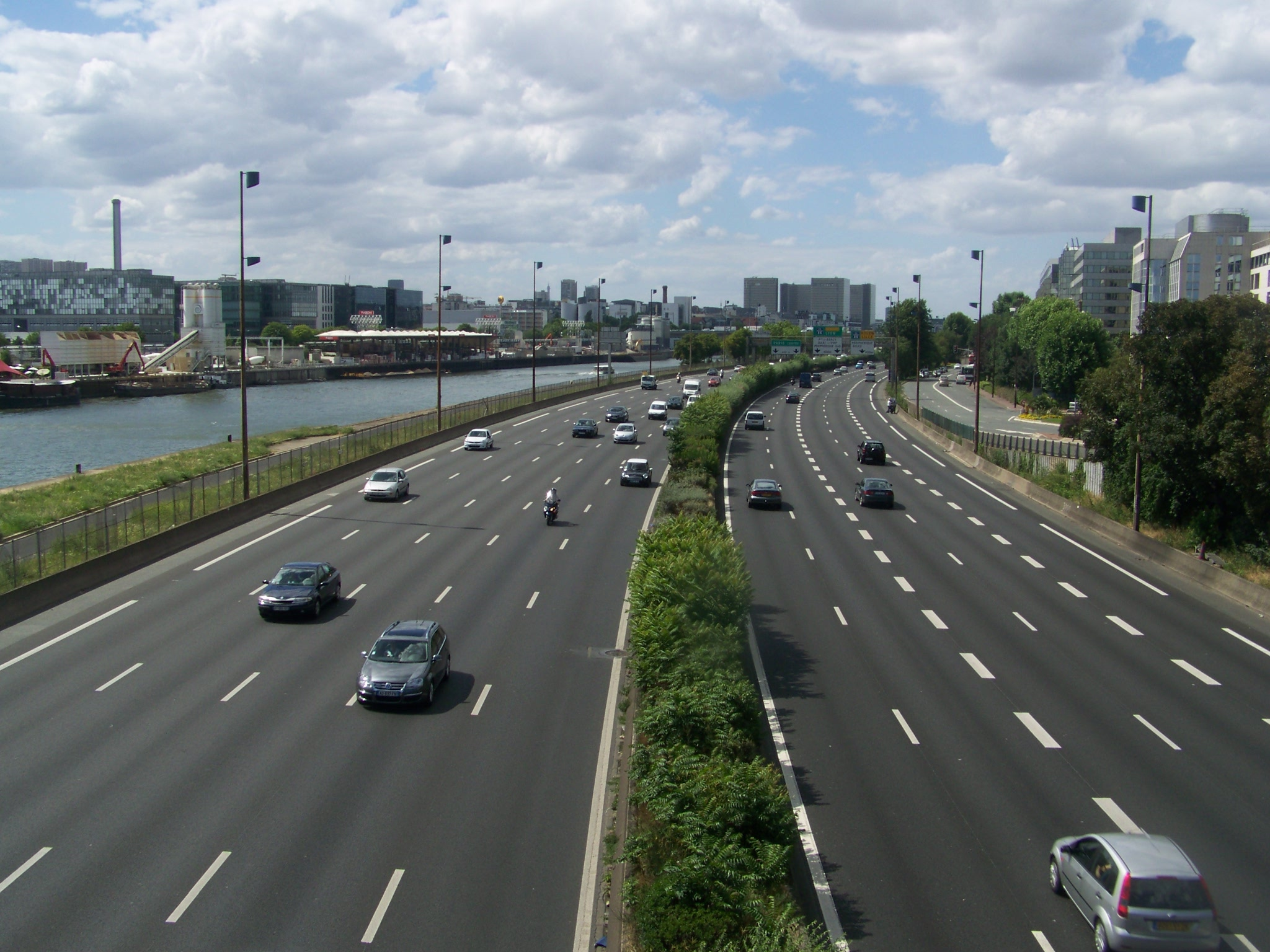
A4 tại Charenton-le-Pont, hướng đi Paris.

- Bắt đầu đường cao tốc
- Nút giao Đại lộ vành đai Paris/A4

2x5 làn
- Giới hạn tốc độ là 90 km/h
- 1 (chiều Strasbourg–Paris): Ivry-sur-Seine
- 2 (chiều Strasbourg–Paris): Charenton-le-Pont
- 3: Maisons-Alfort, Alfortville
- Nút giao A4/A86, bắt đầu đoạn chung với A86)

 2x4 làn
- 4: Saint-Maur-des-Fossés, Joinville-le-Pont
- 5: Nogent-sur-Marne, Le Perreux-sur-Marne
- Nút giao A4/A86, kết thúc đoạn chung với A86)
- 6: Champigny-sur-Marne, Bry-sur-Marne (nút giao 1/2)
- Hầm đường bộ Champigny-sur-Marne
- Giới hạn tốc độ là 110 km/h
- 8: Marne-la-Vallée-Cửa ô Paris, Noisy-le-Grand-Mont d'Est, Noisy-le-Grand-Trung tâm thương mại vùng, Villiers-sur-Marne
- 9: Noisy-le-Grand
- 10: Chelles, Champs-sur-Marne-Cité Descartes

 2x3 làn
- Nút giao A4/N104, phần chung với A104 (nút giao Lognes)
- 10.1: Val Maubuée-nam
- Nút giao A4/A104, Phần chung với A104 (nút giao Collégien)
- 12: Marne-la-Vallée-Val de Bussy, Bussy-Saint-Georges, Ferrières-en-Brie
- Giới hạn tốc độ là 130 km/h
- Khu vực dịch vụ tại Ferrières-en-Brie (chiều Paris–Strasbourg), tại Bussy-Saint-Georges (chiều Strasbourg–Paris)
- 12.1 (Tỉnh lộ D345): Marne-la-Vallée-Val d'Europe, Montévrain, Trung tâm thương mại vùng (nút giao 1/2)
- 13 (Tỉnh lộ D231): Marne-la-Vallée-Val de Lagny, Provins, Serris
- 14: Marne-la-Vallée-Val d'Europe, Disneyland Paris, Bailly-Romainvilliers
- Trạm thu phí tại Coutevroult (hệ thống mở)
- 15: Coutevroult (chiều Strasbourg–Paris)
- 16: Crécy-la-Chapelle (chiều Paris–Strasbourg)
- Nút giao A4/A140: Meaux

 2x2 làn
- Khu vực nghỉ ngơi tại Prévilliers (chiều Strasbourg–Paris), tại Vaucourtois (chiều Paris–Strasbourg)
- 18: Saint-Jean-les-Deux-Jumeaux
- Khu vực dịch vụ tại Changis-sur-Marne (chiều Strasbourg–Paris), tại Ussy-sur-Marne (chiều Paris–Strasbourg)
- Trạm thu phí tại Montreuil (hệ thống khép kín) + 19: Montreuil-aux-Lions[7]
- Khu vực nghỉ ngơi tại Fontenelle (chiều Paris–Strasbourg), tại Talmousse (chiều Strasbourg–Paris)
- 20: Château-Thierry
- Khu vực dịch vụ tại Tardenois-nam (chiều Paris–Strasbourg), tại Tardenois-bắc (chiều Strasbourg–Paris)
- 21: Dormans
- Khu vực nghỉ ngơi tại Romigny (chiều Paris–Strasbourg), tại Lhéry (chiều Strasbourg–Paris)
- Khu vực dịch vụ tại Vrigny (chiều Paris–Strasbourg), tại Gueux (chiều Strasbourg–Paris)
- 22  Nút giao A4/A344: Reims-trung tâm, Tinqueux
- Nút giao A26 (Bắc)/A4
- 23: Reims-nam, Épernay, Champfleury
- Nút giao A4/A34
- Khu vực nghỉ ngơi tại Espérance (chiều Paris–Strasbourg), tại Vesle (chiều Strasbourg–Paris)
- Khu vực dịch vụ tại Reims Champagne-nam (chiều Paris–Strasbourg), tại Reims Champagne-bắc (chiều Strasbourg–Paris)
- Nút giao A26 (Nam)/A4
- 27: La Veuve
- 28: Saint-Étienne-au-Temple
- Khu vực nghỉ ngơi tại Mont de Charme (chiều Paris–Strasbourg), tại Noblette (chiều Strasbourg–Paris)
- Khu vực dịch vụ tại Valmy-Orbéval (chiều Paris–Strasbourg), tại Valmy-Le Moulin (chiều Strasbourg–Paris)
- 29: Sainte-Menehould
- Khu vực nghỉ ngơi tại Fontaine d'Olive-nam (chiều Paris–Strasbourg), tại Fontaine d'Olive-bắc (chiều Strasbourg–Paris)
- 29.1: Clermont-en-Argonne (lối ra được mở vào ngày 27 tháng 10 năm 2006)[8]
- Khu vực nghỉ ngơi tại Rarécourt (chiều Paris–Strasbourg), tại Jubécourt (chiều Strasbourg–Paris)
- 30: Đường Sacrée, Verdun, Bar-le-Duc
- Khu vực nghỉ ngơi tại Rouge Haie (chiều Paris–Strasbourg), tại Genièvres (chiều Strasbourg–Paris)
- 31 (chiều Strasbourg–Paris): Verdun (nút giao 1/2)
- Khu vực dịch vụ tại Verdun Saint-Nicolas-nam (chiều Paris–Strasbourg), tại Verdun Saint-Nicolas-bắc (chiều Strasbourg–Paris) (Cầu-nhà hàng)
- 32: Fresnes-en-Woëvre
- Khu vực nghỉ ngơi tại Épinotte (chiều Paris–Strasbourg), tại rừng Ronce (chiều Strasbourg–Paris)
- Khu vực nghỉ ngơi tại rừng Labry (chiều Paris–Strasbourg), tại rừng Saint-Martin (chiều Strasbourg–Paris)
- 33: Jarny
- Trạm thu phí Beaumont (hệ thống khép kín)
- 34a (chiều Paris–Strasbourg): Batilly
- 34b/34: Sainte-Marie-aux-Chênes
- Khu vực dịch vụ tại Metz Saint-Privat (cả hai chiều)
- 35: Marange-Silvange
- 36: Semécourt, Amnéville, Công viên giải trí Walygator, Woippy
- Nút giao A31/A4 (Giao lộ Hauconcourt)
- 37: Argancy, Ennery
- Khu vực nghỉ ngơi tại La Crouée (chiều Paris–Strasbourg), tại Charly-Oradour (chiều Strasbourg–Paris)
- Nút giao A315/A4 (chiều Paris–Strasbourg): Giao lộ tại Mey, hướng đông hoặc đường vành đai đông nam của Metz
- Nút giao A314/A4 (chiều Strasbourg–Paris): Giao lộ tại Lauvallières, hướng đông hoặc đường vành đai đông nam của Metz
- Khu vực nghỉ ngơi tại Landonvilliers-nam (chiều Paris–Strasbourg), tại Landonvilliers-bắc (chiều Strasbourg–Paris)
- 38: Boulay-Moselle
- Khu vực nghỉ ngơi tại Brouck (chiều Paris–Strasbourg), tại Narbéfontaine (chiều Strasbourg–Paris)
- Khu vực dịch vụ tại Longeville-nam (chiều Paris–Strasbourg), tại Longeville-bắc (chiều Strasbourg–Paris)
- Trạm thu phí tại Saint-Avold (hệ thống mở)
- 39: Saint-Avold, Creutzwald
- Nút giao A320/A4 +40 Nút giao Freyming tại Freyming-Merlebach
- 41: Farébersviller
- Trạm thu phí tại Loupershouse (hệ thống khép kín)
- 41.1: Puttelange-aux-Lacs
- Khu vực nghỉ ngơi tại Grundviller (chiều Paris–Strasbourg), tại Petit Hambach (chiều Strasbourg–Paris)
- 42: Sarreguemines
- Khu vực dịch vụ tại Keskastel (cả hai chiều)
- 43: Sarre-Union
- Khu vực nghỉ ngơi tại Eywiller (chiều Paris–Strasbourg), tại Berg (chiều Strasbourg–Paris)
- Khu vực nghỉ ngơi tại Katzenkopf (chiều Paris–Strasbourg), tại Schalbach (chiều Strasbourg–Paris)
- 44: Phalsbourg và Sarrebourg bởi RN 4
- Khu vực nghỉ ngơi tại Danne (chiều Paris–Strasbourg), tại Quatre-Vents (chiều Strasbourg–Paris)
- Khu vực dịch vụ tại Saverne-Monswiller (chiều Paris–Strasbourg), tại Saverne-Eckartswiller (chiều Strasbourg–Paris)
- Đường cong mạnh (Đèo Saverne)
- 45: Saverne
- Khu vực nghỉ ngơi tại Gottesheim (chiều Strasbourg–Paris), tại Lienbach (chiều Paris–Strasbourg)
- Trạm thu phí tại Schwindratzheim (hệ thống khép kín)
- 46: Hochfelden
- 47: Haguenau, Brumath
- Nút giao A4/A340 (Haguenau)
- Khu vực dịch vụ tại Brumath-tây (chiều Paris–Strasbourg), tại Brumath-đông (chiều Strasbourg–Paris)
- 48: Brumath-nam, Vendenheim
- Nút giao A35 (Bắc)/A4
- 49: Reichstett

 2x3 làn
- Vào khu đô thị Strasbourg
- 49.1: Hœnheim
- 50: Bischheim
- 51: Strasbourg-trung tâm
- Nút giao A350/A4
- Đường cao tốc A35

## Các tác phẩm nghệ thuật
- Hầm đường bộ Champigny
- Cầu cạn Joinville

## Tương lai
Giữa Paris-Bercy và trạm thu phí Coutevroult, trong những năm tới, đoạn cao tốc A4 này sẽ có thể bị giảm cấp để trở thành một đại lộ với các trụ đèn tín hiệu giao thông, các cầu vượt/hầm chui, các làn đường dành cho xe buýt... và một giới hạn tốc độ 70 km/h. Dự án này vẫn đang được nghiên cứu (từ tháng 9 năm 2011).

## Các địa điểm nhạy cảm
Giữa Joinville-le-Pont và đường hầm Nogent-sur-Marne, A4 và A86 cùng đi chung một đường trên nhiều cây số. Việc gộp chung nhiều luồng phương tiện thường xuyên gây ra tình trạng giao thông chậm chạp, chủ yếu trong chiều từ Paris đi các tỉnh (bằng A4) và chiều Créteil–Nogent (bằng A86). Tại giao điểm A4/Đại lộ vành đai Paris, tình trạng kẹt xe thường xảy ra theo hướng từ vành đai Bắc sang vành đai Nam, tình hình trở nên khó khăn hơn do việc "ngừng hoạt động" làn đường phụ sau một sự cố.
Tình trạng kẹt xe cũng diễn ra hàng ngày ở các lối ra trên đoạn đường băng qua Reims vào giờ cao điểm. Nhưng với việc mở đường vòng phía Nam Reims vào ngày 23 tháng 11 năm 2010, giao thông tại đây đã thông thoáng hơn.

## Băng qua khu đô thị Reims
Trước năm 2010, đường cao tốc A4 cắt đôi "thành phố của lễ đăng quang" (tên gọi khác của Reims). Giới hạn tốc độ trên đoạn đường dài 11 km này là 110 km/h, giống như đối với bất kỳ khu đô thị nào khác. Kể từ khi mở ra đường vòng phía Nam Reims, được khánh thành vào ngày 23 tháng 11 năm 2010, đường cao tốc A4 không còn đi qua khu trung tâm của Reims nữa. Phần lộ trình cũ, hiện nay được đặt tên là A344 từ nút giao với A4–A26 đến nút giao Cormontreuil, và được nhập vào A34 giữa nút giao Cormontreuil và A4 hướng đi Metz, bây giờ có giới hạn tốc độ là 90 km/h.

## Các trạm thu phí
- Trạm thu phí tại Coutevroult
- Trạm thu phí tại Montreuil-aux-Lions
- Trạm thu phí Beaumont
- Trạm thu phí tại Saint-Avold
- Trạm thu phí tại Loupershouse
- Trạm thu phí tại Schwindratzheim

## Các tỉnh, vùng đi qua
- Île-de-France
  - Val-de-Marne (94)
  - Seine-Saint-Denis (93)
  - Seine-et-Marne (77)
- Hauts-de-France
  - Aisne (02)
- Grand Est
  - Marne (51)
  - Meuse (55)
  - Meurthe-et-Moselle (54)
  - Moselle (57)
  - Bas-Rhin (67)

## Thư viện hình ảnh

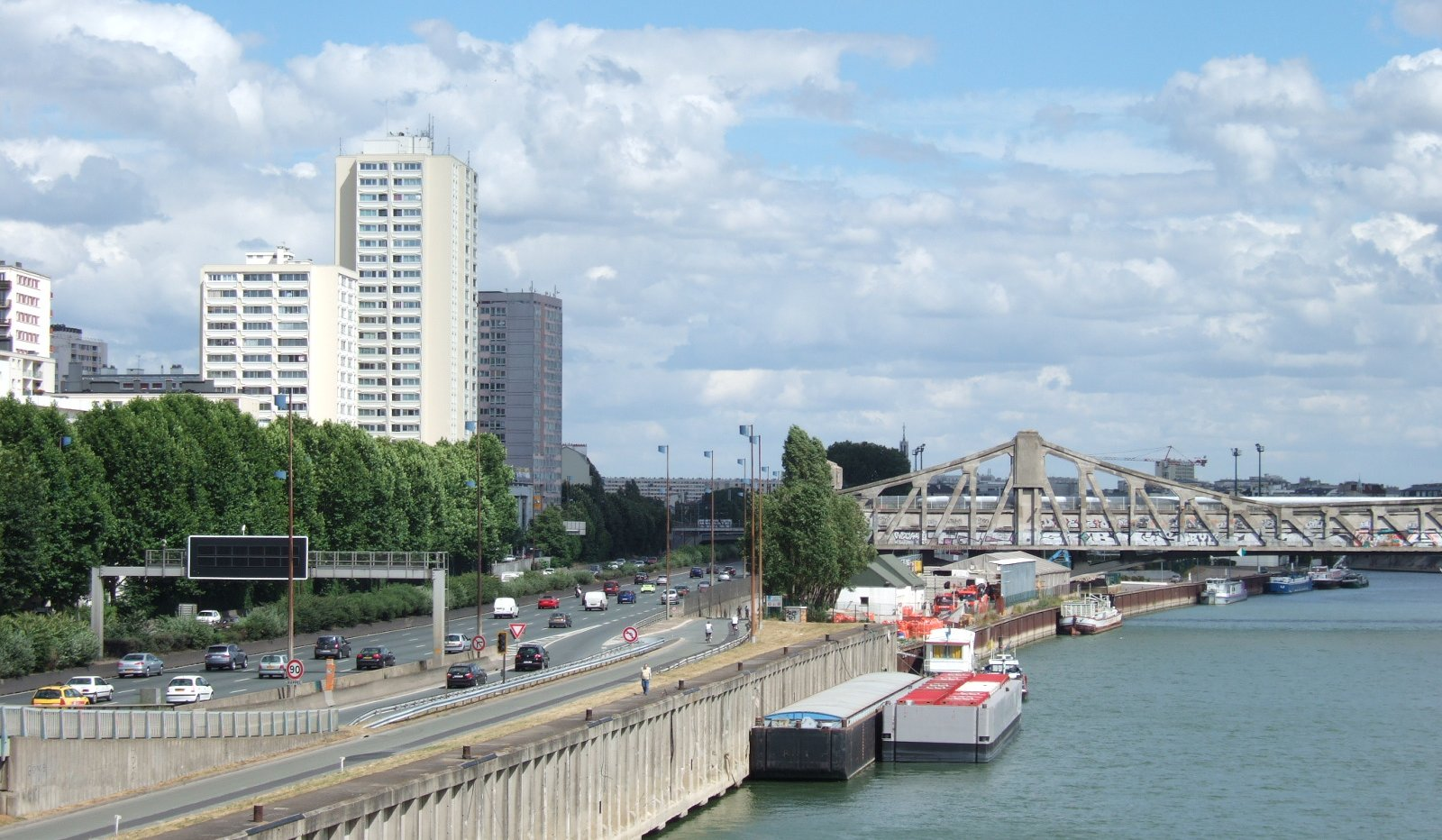
Đường cao tốc A4 tại Charenton-le-Pont.
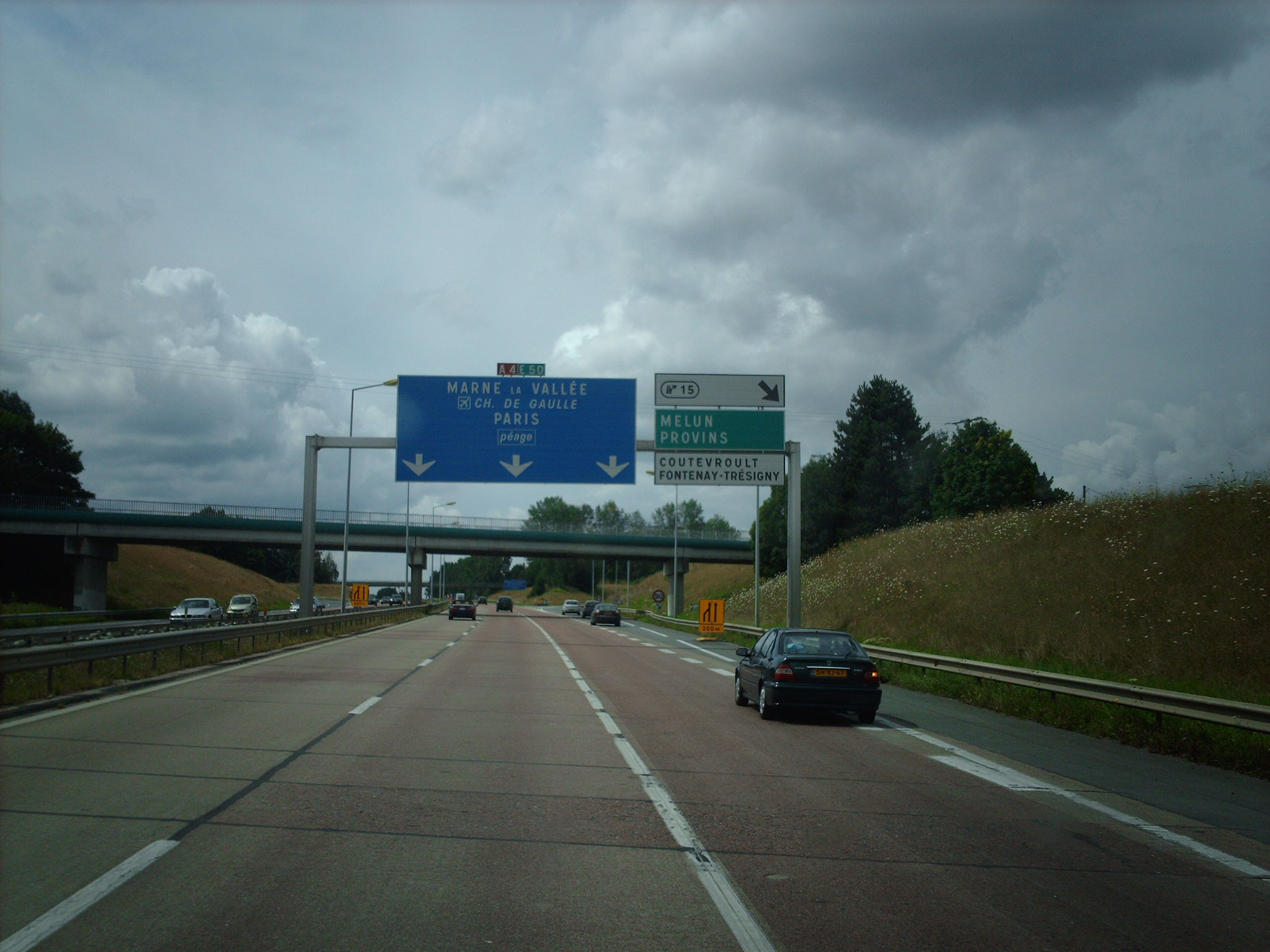
Đường cao tốc A4 tại khu vực Coutevroult.
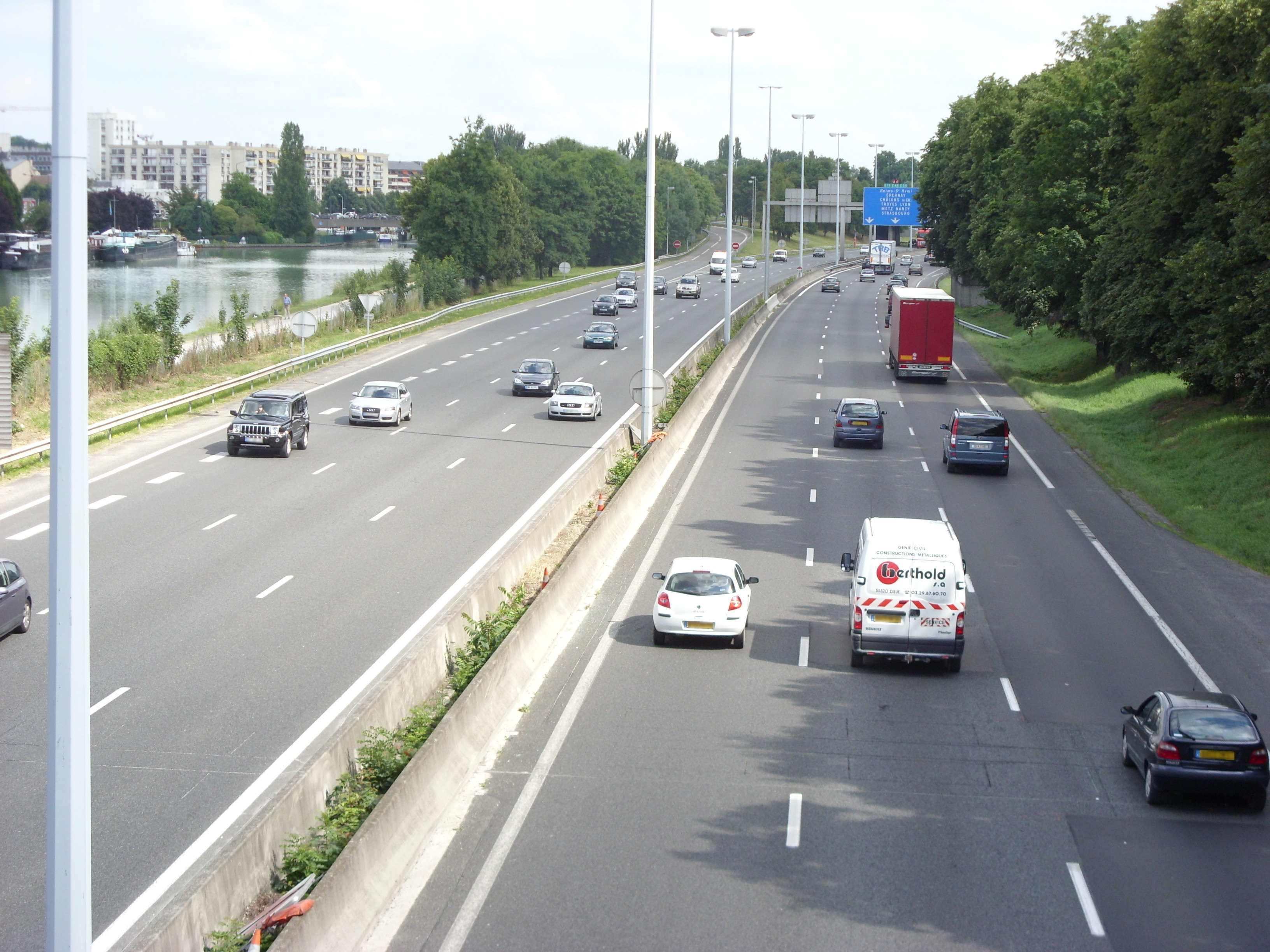
Đường cao tốc A4 đang băng qua Reims.
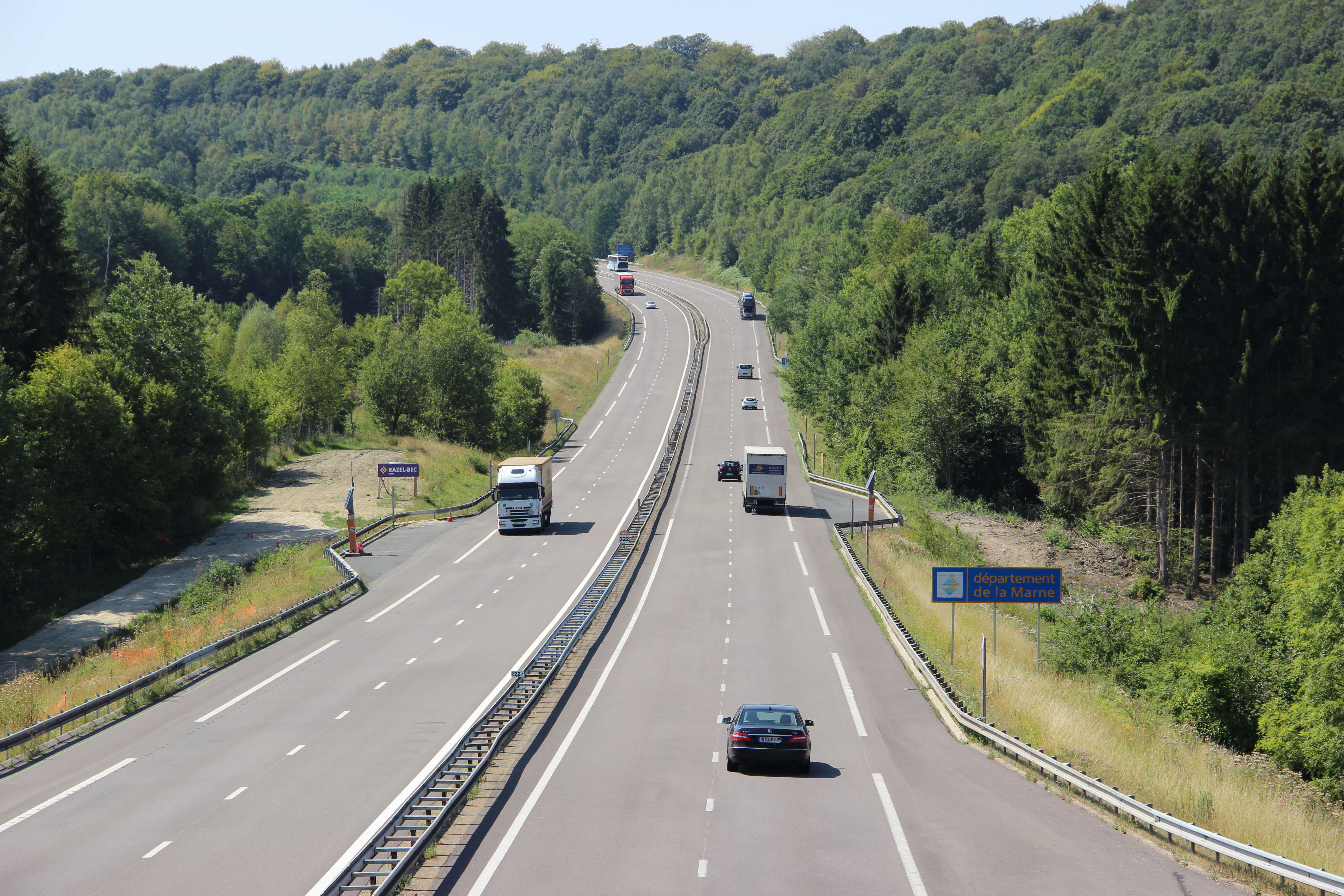
Đường cao tốc A4 đang băng qua rừng Argonne tại phần trên của Les Islettes.